# Breitspurbahn

Порівняння стандартної й надширокої колії.

Breitspurbahn (в буквальному перекладі з німецького ширококолійна залізниця) — нездійснений проєкт залізничної мережі надширокої колії 3000 мм виконаний за особистим наказом Адольфа Гітлера. Розроблявся Deutsche Reichsbahn із травня 1942, аж до останніх днів війни в 1945.

## Історія виникнення програми
Наслідки Першої світової війни виявилися дуже важкими для економіки Німеччини. І до того ж були ускладненні репараційними виплатами. На німецьких залізницях у 1930-і гостро відчувалась нестача фінансування. Експерти DR усіляко намагалися знайти інвестиції. Але в цей час майже всі засоби у сфері транспорту направлялися на будівництво автобанів.
Приблизно в 1937 Ґюнтер Вінс (нім. Gunther Wiens) підготував проєкт рейко-шпальної залізничної магістралі з підвищеним навантаженням на вісь і швидкостями до 200 км/год для пасажирських поїздів і до 100 км/год для вантажних поїздів.
З вересня 1939 й особливо з початком у 1941 німецько-радянської війни для виконання планів «Життєвого простору на Сході» (нім. Lebensraum im Osten) намітилася гостра нестача транспортних засобів. Гітлер вважав морські та річкові судна недостатньо ефективним транспортом, особливо для перевезення масових вантажів. Пріоритетним знову став залізничний транспорт. Прагнення Німеччини домінувати в Європі однозначно привело б до необхідности багаторазового збільшення перевезень людей і вантажів.

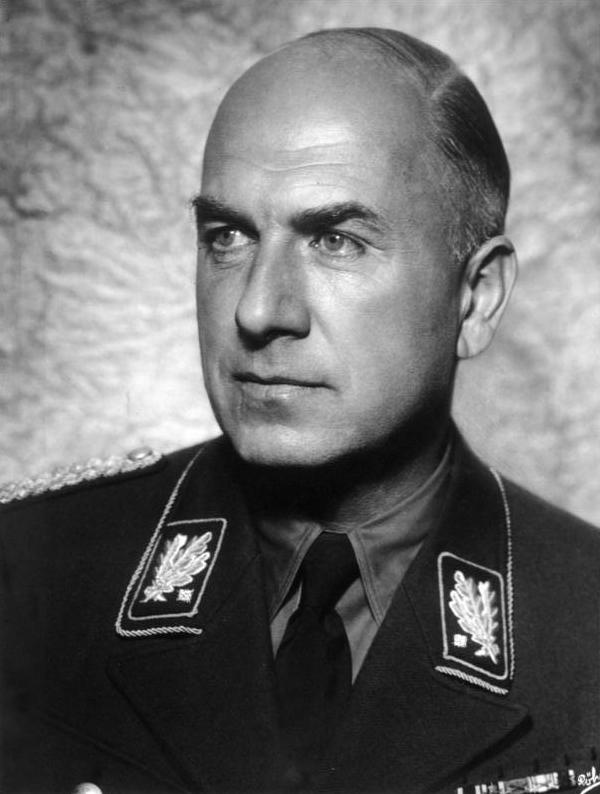
фриц Тодт

Рейхсміністр озброєння й боєприпасів Фріц Тодт одержав від Гітлера вказівку будувати залізничну магістраль високої провізної спроможности, зі значно ширшою колією. Всі аргументи експертів DR про можливі труднощі реалізації цього проєкту й про несумісність такої залізниці зі звичайною залізничною технікою, що зажадало б спорудження додаткової інфраструктури відкидалися. Також відкидалася пропозиція Ґюнтера Вінса про рейко-шпальну магістраль.
Із самого початку Breitspurbahn уважався особистою «іграшкою» фюрера.
Передбачалося використання колії 3000 мм (спочатку навіть 4000 або 4600 мм). Рухомий склад міг бути шириною 8000 мм і висотою 7500 мм. Навантаження на вісь мало становити 30-35 тс; швидкість пасажирських поїздів 200–250 км/год. Електрифікація мала здійснюватися за допомогою третьої рейки.

## Пропоновані маршрути

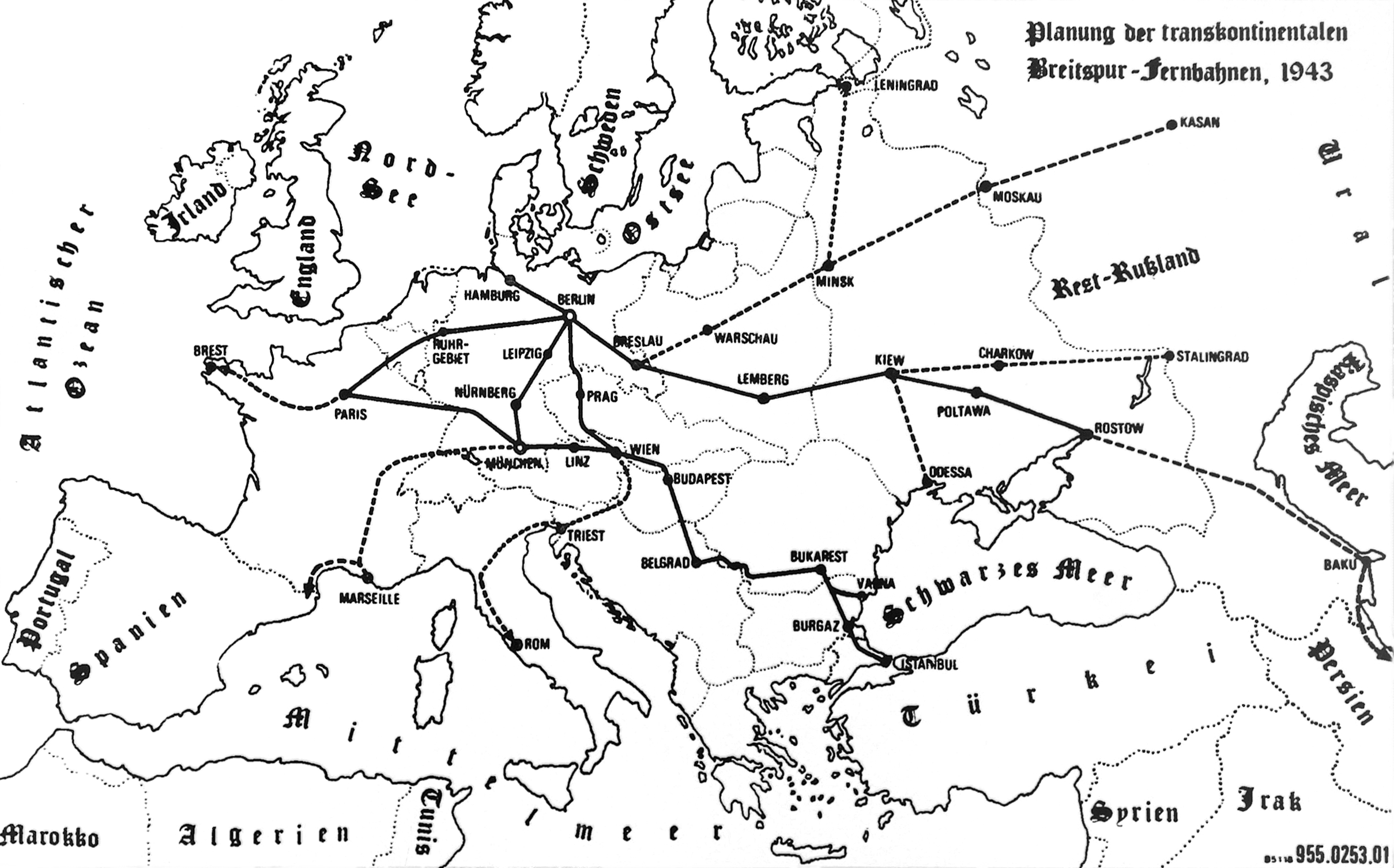
Пропонований маршрут мапа 1943 року.

- Схід-Захід: Ростов-на-Дону — Донецьк — Полтава — Київ — Львів — Краків — Катовиці — Вроцлав — Котбус — Столиця світу Германія (Берлін) — Ганновер — Білефельд — Рурський регіон — Ахен — Льєж — Сен-Кантен — Париж
- Північно-Південний Схід: Гамбург — Віттенберг — Столиця світу Германія (Берлін) — Лейпциг — Ґота — Бамберг — Нюрнберг — Мюнхен — Зімбах-ам-Інн — Лінц — Відень — Братислава — Будапешт — Белград — Бухарест — Варна/Бургас — Стамбул
- Північ-Південь-Паралель: Столиця світу Германія (Берлін) — Дрезден — Усті-над-Лабем — Прага — Їглава — Зноймо — Відень — Трієст — Рим
- Схід-Захід 2: Мюнхен — Аугсбург — Штутгарт — Карлсруе — Мец — Реймс — Париж — Марсель — Іспанія

## Рухомий склад

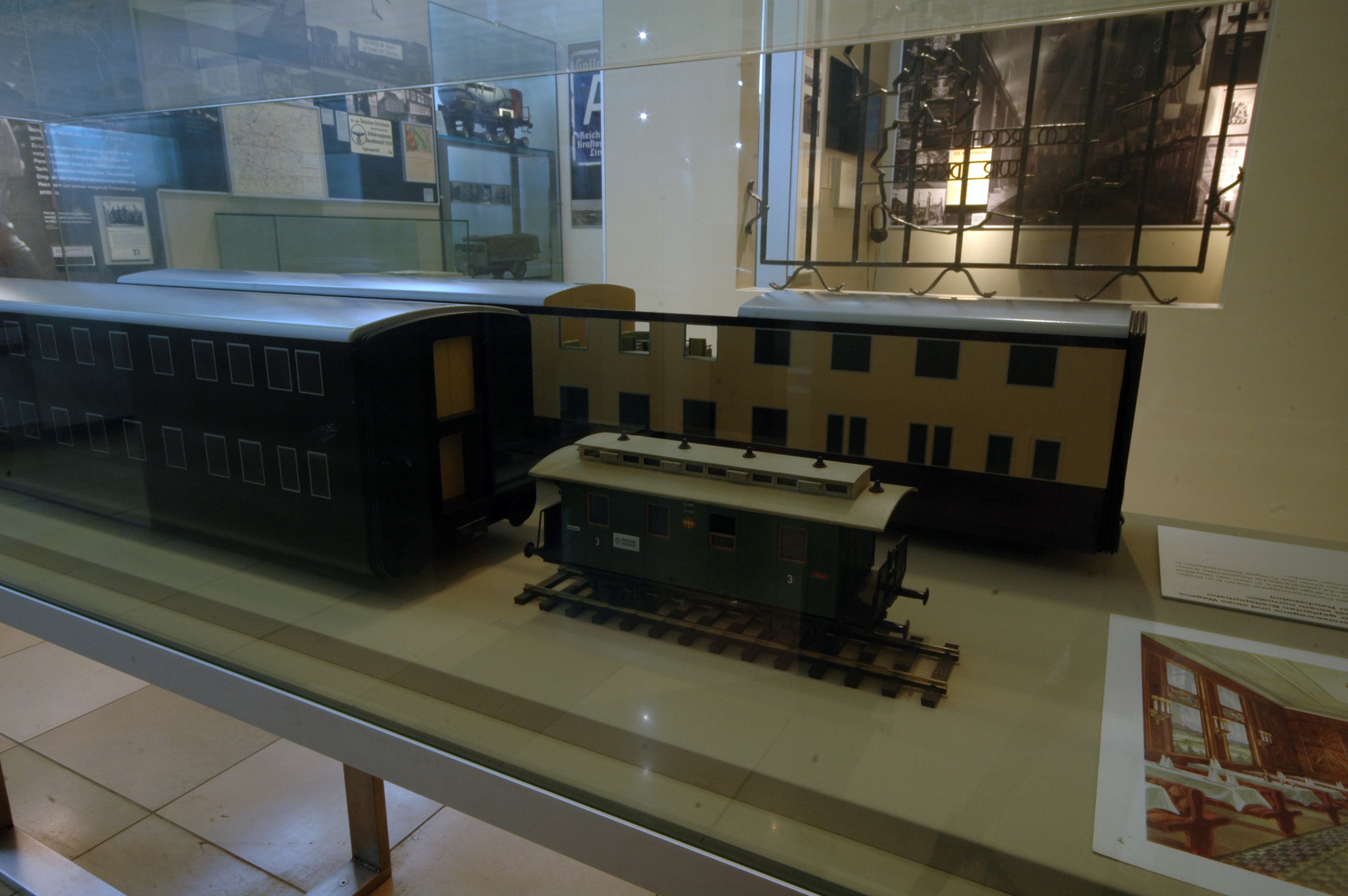
Моделі двоповерхових вагонів на DB музей, Нюрнберґ

До кінця 1942 року з'явилася перша експериментальна дистанція колії із шириною колії 3000 мм. Проєктування локомотивів для нової залізниці було розпочато в компаніях «Геншель» (нім. Henschel-Werke) і «Борзиг» (нім. Borsig). Вагонобудівні заводи MAN (нім. Maschinenfabrik Augsburg-Nurnberg) займалися конструюванням вагона вантажопідйомністю до 500 тонн.

## Ресурси Інтернету
- www.Breitspurbahn.de [Архівовано 7 січня 2008 у Wayback Machine.] Allgemeine Informationen zu Breitspurbahnen
- Die Reichsspurbahn [Архівовано 10 вересня 2014 у Wayback Machine.] Informationen zur Breitspur-Fernbahn (mit Bildern)